# Myles Coverdale
Myles Coverdale (Yorkshire, 1488 circa – Londra, 20 gennaio 1569) è stato un religioso inglese, vescovo anglicano di Exeter e traduttore biblico, noto per aver tradotto la prima versione della Bibbia in lingua inglese, basandosi principalmente sul lavoro del suo mentore William Tyndale e avvalendosi di versioni latine e tedesche.

## Biografia
Myles (o Miles) Coverdale nacque probabilmente nel 1488 nello Yorkshire, nel nord dell'Inghilterra. Studiò alla Università di Cambridge e nel 1514 fu ordinato sacerdote. Influenzato dalle idee del martire riformatore inglese Robert Barnes ed estimatore di Martin Lutero, mostrò molto interesse per la Riforma. Nei sermoni pronunciati dal pulpito della sua chiesa nel 1528, Coverdale si espresse audacemente, condannando la chiesa per pratiche che riteneva antiscritturali come la messa, la confessione ed il culto delle immagini.
Avendo capito che con quelle aperte denunce aveva messo in serio pericolo la sua stessa vita, fuggì dall'Inghilterra e rimase nel continente per circa sette anni. Fu ad Amburgo in Germania che Coverdale consolidò la forte amicizia con un vecchio conoscente, il riformatore William Tyndale. I due lavorarono per realizzare una Bibbia che potesse essere letta dalla gente comune. Nel 1534, intanto, il re d'Inghilterra Enrico VIII, avendo sfidato apertamente l'autorità del papa, auspicò anch'egli una versione della Bibbia in lingua inglese. L'aria di cambiamento fu recepita da Coverdale che si mise all'opera nonostante non avesse la stessa preparazione del suo amico e mentore Tyndale, che conosceva bene sia l'ebraico che il greco. Avvalendosi di traduzioni latine e tedesche Coverdale revisionò la traduzione di Tyndale, tanto che nel 1535 la sua Bibbia venne stampata nell'Europa continentale con il placet dello stesso Enrico VIII. Nel 1539 Coverdale tornò in Inghilterra, ma dopo l'esecuzione nel 1540 del suo amico e protettore Thomas Cromwell ritornò in esilio soggiornando per un certo tempo a Tubinga. Nel marzo del 1548 tornò in patria, ben accolto alla corte del nuovo re Edoardo VI.
Nel 1551 diventò vescovo di Exeter, tuttavia quando la cattolica Maria Tudor succedette ad Edoardo sul trono d'Inghilterra, nel 1553 Coverdale fu costretto di nuovo a fuggire prima in Danimarca e poi in Svizzera dove pubblicò tre edizioni in inglese del Nuovo Testamento con il testo latino a fronte. Nel 1559 fece nuovamente ritorno in Inghilterra ma non fu reintegrato nella sua sede vescovile. Rettore dal 1564 al 1566 al San Magno di Londra, muore il 20 gennaio 1569.

## La Bibbia di Coverdale

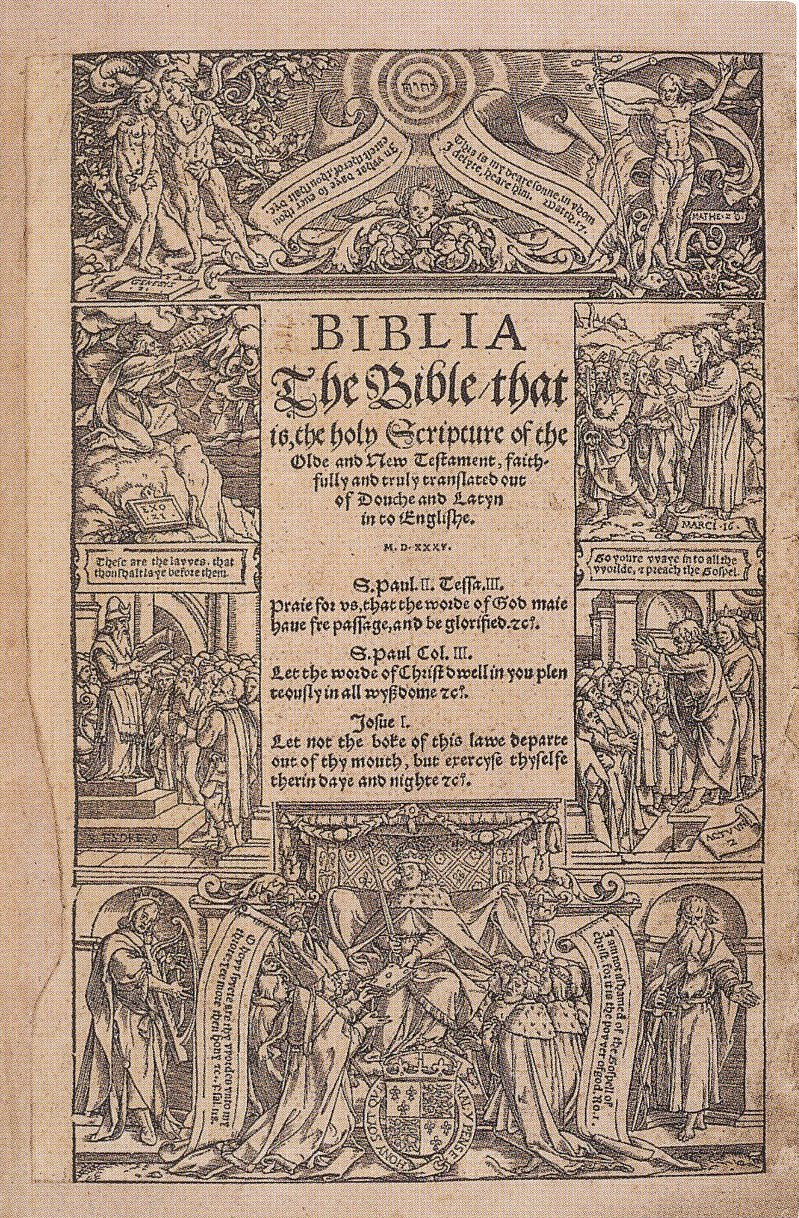
Copertina della Bibbia di Coverdale con tetragramma del nome divino in cima al frontespizio

La Bibbia di Coverdale venne stampata in Europa nel 1535, ovvero un anno prima dell'esecuzione capitale di Tyndale, a quel tempo in prigione per motivi legati proprio alla sua traduzione biblica. La Bibbia includeva una dedica al re d'Inghilterra Enrico VIII e non aveva note critiche in calce come l'originale di Tyndale, assai critica su insegnamenti non biblici della Chiesa cattolica. Fu Enrico VIII stesso a dare l'autorizzazione alla sua pubblicazione.
Nel 1537 furono realizzate con l'approvazione di Enrico VIII d'Inghilterra tre nuove edizioni di Bibbie in inglese, due ancora della Bibbia di Coverdale ed un'altra di John Rogers che usò lo pseudonimo Thomas Matthew per cui quella Bibbia fu conosciuta come Bibbia di Matthew. Questa Bibbia stampata ad Anversa dal tipografo Matthias Crom e basata sul lavoro fatto da Coverdale e Tyndale consisteva per la maggior parte del manoscritto di Tyndale fino al libro di Secondo Cronache e degno di nota, alla fine del Libro di Malachia apparivano le iniziali del suo traduttore principale: W. T.
Per colmo dell'ironia, il lavoro di Tyndale, perseguitato e messo a morte proprio per la sua traduzione della Bibbia, ora veniva indirettamente riconosciuto. R.W. Dixon in una sua opera scrive: In tal modo [l'arcivescovo] Cranmer fu indotto ad approvare versioni, pubblicate collettivamente e con uno pseudonimo, che, quando erano apparse separatamente, erano state condannate dal Concilio ecclesiastico: così il re autorizzò opere che coi suoi precedenti Proclami aveva condannate. Thomas Cromwell, I conte di Essex e consigliere particolare del Re, forte anche dell'appoggio dell'Arcivescovo di Canterbury Thomas Cranmer vide la necessità di rivedere la Bibbia di Matthew ed affidò allo stesso Coverdale il compito di fare una revisione dell'intero manoscritto. Coverdale terminò il suo lavoro nel 1539.
Questa nuova traduzione approvata da re ed accolta con grande entusiasmo dagli inglesi fu chiamata La Grande Bibbia, un grande volume in caratteri gotici. Il re commissionò varie copie della Grande Bibbia e ordinò che fosse collocata in tutte le chiese del paese a beneficio e disposizione della collettività.
Un anno dopo il vicario generale, Thomas Cromwell, eseguì l'ordine, ingiungendo al clero di mettere in tutte le chiese del paese una Bibbia del formato più grande, fermamente attaccata a una catena e di stimolare, incitare ed esortare espressamente ogni persona a leggerla, essendo essa la viva Parola di Dio. I parrocchiani seguirono a tal punto il consiglio prendendolo alla lettera, che nel 1539 si dovette emanare un altro proclama per impedire loro di leggere la Bibbia in chiesa ad alta voce mentre si svolgeva una funzione.

## Peculiarità della Bibbia di Coverdale

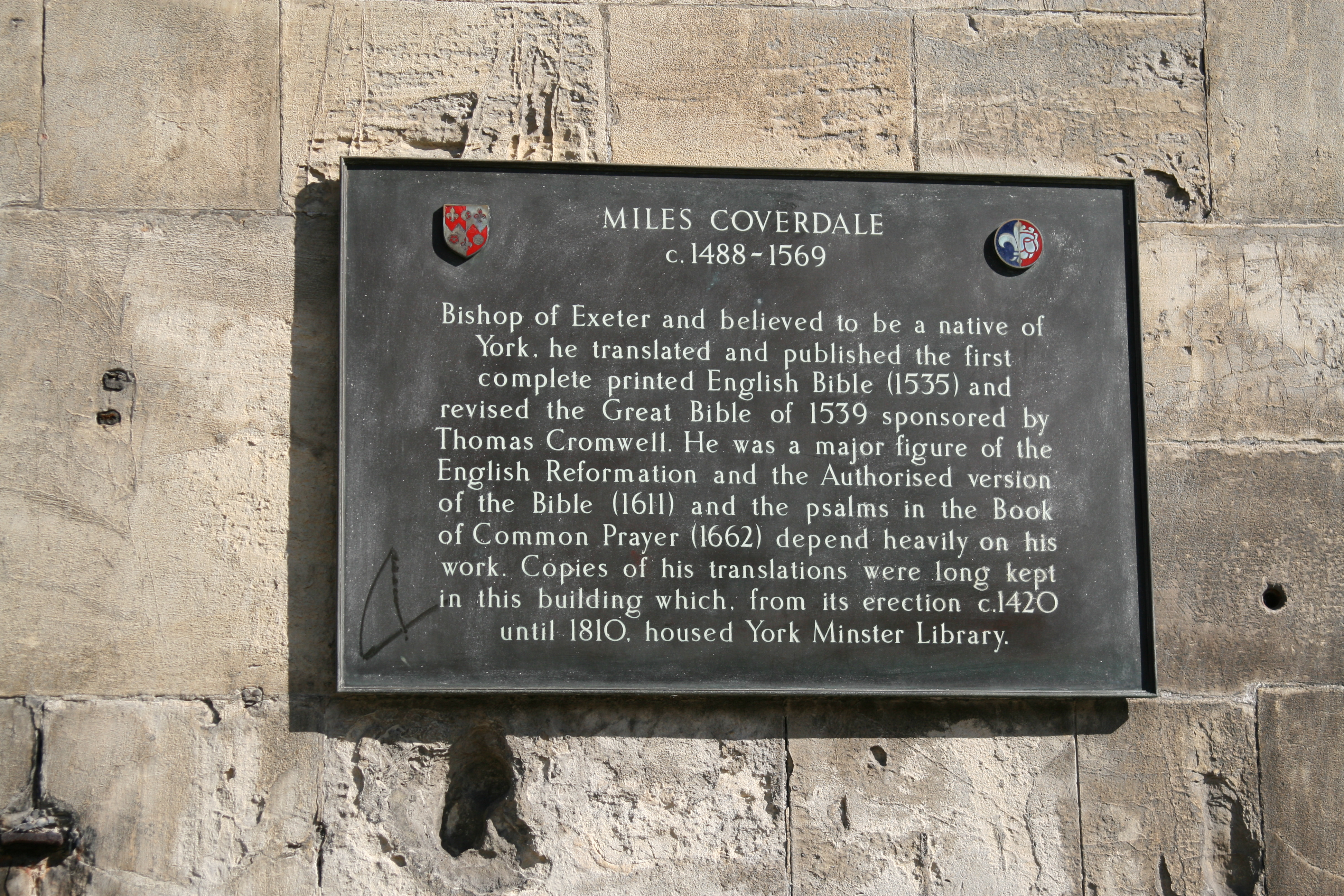
Targa commemorativa al Grande Riformatore Coverdale e alle sue autorevoli traduzioni della Bibbia o di parte di esse

È indiscutibile che fu la traduzione di Myles Coverdale a rendere possibile la lettura della Bibbia alle persone comuni di lingua inglese dell'epoca. La sua Bibbia fu la prima Bibbia inglese a riportare in cima al frontespizio il Tetragramma delle quattro lettere ebraiche che formano il nome divino con una xilografia attribuita al pittore tedesco Hans Holbein il Vecchio.
Mentre nella traduzione delle Scritture Ebraiche realizzata da William Tyndale e di cui si servì Coverdale, il nome Jehovah compariva più di 20 volte,  nella sua traduzione omise il nome in quella forma. Essa fu anche la prima Bibbia a raggruppare tutti i libri apocrifi in un'appendice anziché come avveniva fino ad allora collocarli fra i libri canonici delle Scritture Ebraiche. Molti cambiamenti ed espressioni usate dalla Bibbia di Coverdale furono usati da molti traduttori che seguirono.
Un esempio di una espressione nuova usata da Coverdale si trova in Salmo 23:6 dove usò l'espressione loving-kindness  cioè amorevole benignità . Secondo il professor S. L.Greenslade:  [Coverdale] voleva un termine particolare che distinguesse l'amore intrinseco di Dio per il suo popolo dall'amore in generale e dalla misericordia
Termini ed espressioni usati da Coverdale nella sua traduzione basata sul lavoro principale di Tyndale, sono divenuti la base di quella che divenne ed è fino ai nostri giorni la Versione Autorizzata del Re Giacomo ( King James Version ).